# Wudang quan
Le wudang quan (chinois : 武当拳 ; pinyin : wǔdāng quán ; litt. « boxe de Wudang ») ou wudang pai (武当派, wǔdāng pài, « école de Wudang ») désigne l'ensemble des arts martiaux chinois prétendus originaires du mont Wudang, montagne sacrée du taoïsme. Les styles wudang sont traditionnellement associés aux arts internes (neijia 内家) et opposés en ce sens aux styles tels que ceux de Shaolin, considérés comme arts externes (waijia 外加). Cette distinction remonte vraisemblablement au début du XXe siècle (organisation de compétitions martiales) et l'origine légendaire de ces arts au mont Wudang est contestée par les études historiques contemporaines. 